# 규카츠

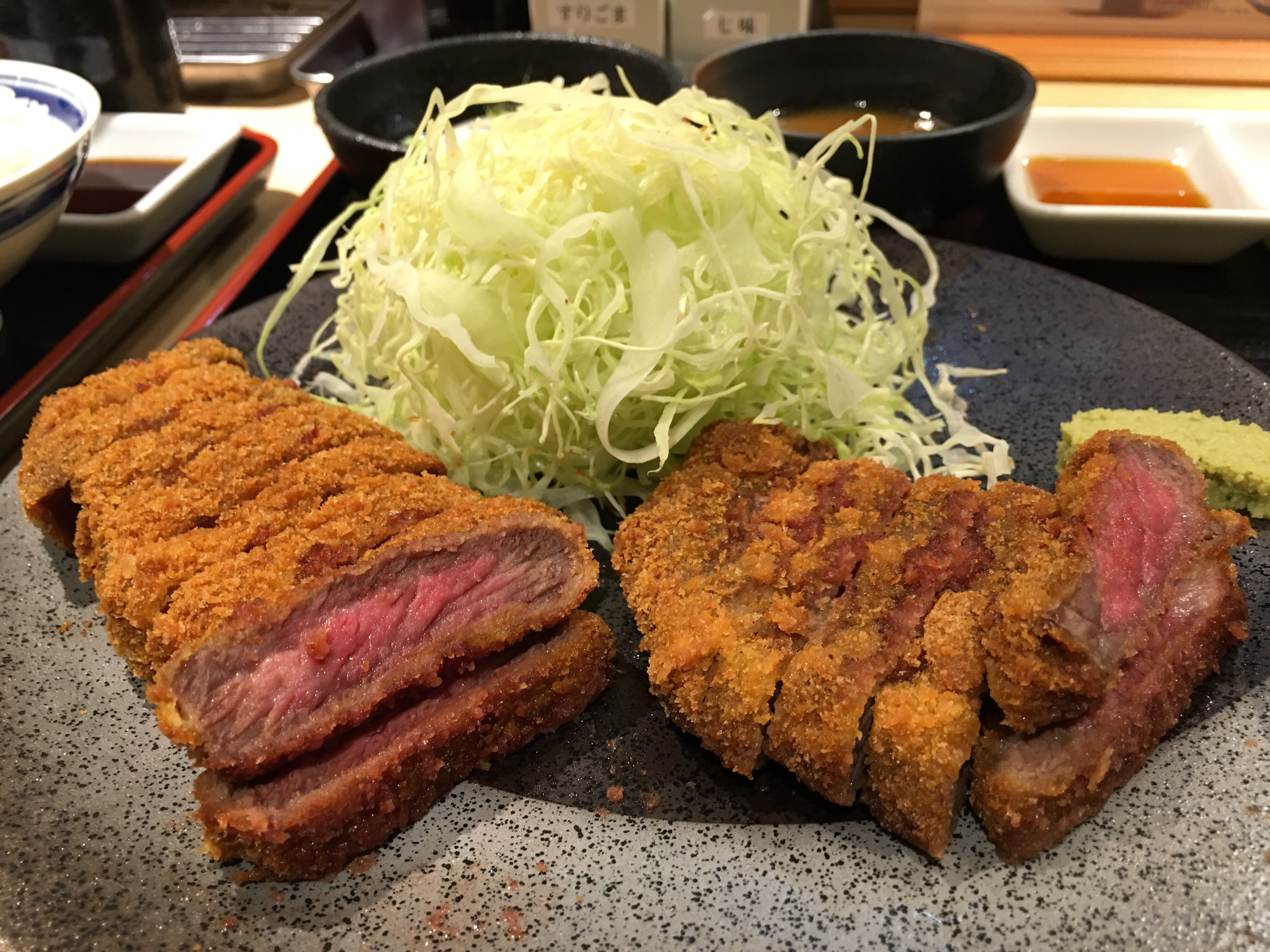

규카쓰(牛カツ)는 자른 쇠고기에 빵가루로 옷을 입고 식용유에 튀긴 일본식 양식이다. 비프카쓰(ビフカツ, ビーフカツ) 또는 비프 커틀릿(ビーフカツレツ)라고도 불린다.

## 양식
메이지 시대에 커틀릿이라는 튀긴 송아지 고기 또는 쇠고기를 기름을 넣은 프라이팬에 구운 서양 요리가 소개되었다. 나중에 이것이 여러 튀김 조리법으로 변화하고 현재의 모습이 되었다.
다이쇼 시대 이후 커틀릿 재료는 쇠고기에서 돼지 고기로 주로 많이 사용되었다. 이러한 이유는 양식이 대중화하는 과정에서 더 저렴하고 접근성이 쉬운 재료가 요구된 것이나, 일본인, 특히 돼지고기 문화권인 도쿄 사람의 입맛에 맞는 것이 이유로 여겨지고 있다.
그러나 고베, 오사카, 교토 등의 긴키 권에서는 현재도 쇠고기 커틀릿을 선호하는 사람들이 많아 가정이나 외식으로 일상적으로 먹을 수있다.